# Josef Nairz
Josef Nairz (* 5. November 1936 in Innsbruck) ist ein ehemaliger österreichischer Bobfahrer.
Zusammen mit Erwin Thaler, Reinhold Durnthaler und Adolf Koxeder nahm er an den Olympischen Spielen 1964 in Innsbruck teil. Das Team erreichte die Silbermedaille im Viererbob. Zusammen mit Thaler nahm er auch am Wettbewerb im Zweierbob teil, wo sie jedoch nur auf den 8. Platz kamen.
Bereits bei der Bob-Weltmeisterschaft 1963 in Igls, Österreich hatte er im selben Team die Bronzemedaille im Viererbob errungen.